# دحل
الحفر، ويُعرف أيضاً باسم التنقيب، هو عملية إزالة مادة ما من سطح صلب باستخدام أداة معينة، مثل المخالب، أو اليدين، أو الأدوات اليدوية، أو المعدات الثقيلة. وغالباً ما يُمارس الحفر على التربة أو الرمل أو الصخور الموجودة على سطح الأرض. وتُعد عملية الحفر مزيجاً من عمليتين أساسيتين: الأولى هي كسر أو قطع السطح، والثانية هي إزالة المادة الناتجة عن هذا الكسر ونقلها إلى موقع آخر. وفي الحالات البسيطة، قد تُنجز هاتان العمليتان بحركة واحدة، إذ تُستخدم الأداة لكسر السطح وفي الوقت نفسه لقذف المادة بعيداً عن الحفرة أو البنية الجاري حفرها.
تشارك العديد من الكائنات الحية في سلوك الحفر، إما كجزء من سلوكيات الجحر والبناء، أو للبحث عن الطعام أو الماء تحت سطح الأرض. وقد مارس الإنسان الحفر منذ العصور القديمة للأغراض نفسها، بالإضافة إلى أسباب متعددة أخرى، مثل الزراعة والبستنة، والبحث عن المعادن والفلزات والمواد الخام الأخرى كما في أنشطة التعدين والمقالع، فضلاً عن تحضير مواقع البناء، وبناء التحصينات، وشق قنوات الري. كما يُعد الحفر جزءاً أساسياً من مجالات مثل علم الآثار للكشف عن الآثار المدفونة، وعلم الأحافير والجيولوجيا للبحث عن المستحاثات والصخور، وكذلك لغايات دفن الموتى.